# カマン民族進歩党
カマン民族進歩党（英語: Kaman National Progressive Party; KNPP）はミャンマーの政党の一つである。2010年3月にヤンゴンのカマン人によって結成され、5月25日にミャンマー連邦選挙管理委員会（UEC）に申請を行った。選挙委員会は2015年7月5日に登録番号36で登録を承認した。6つの選挙区が2010年の選挙に異議を唱えた。
カマン民族進歩党を含むラカイン州の6つの政党が2010年の選挙に参加するために登録を申請したが、登録を許可されたのはその中の5つだけであった。現在KNPPはラカイン州でカマンのために選挙戦で戦う唯一の政党である。

## 構造
KNPPには、部門の一部の退職した従業員と16人の自営業者で構成される中央執行委員会がある。党の構造は、村、近隣地区の郷、州レベルで構成されている。1990年の選挙では、カマン国民民主連盟と呼ばれる党が出現し、下院に選出された。退職した司法官であるウー・ゾーウィンが党の議長を務めている。 

### 中央幹部16名
ビルマ語で「ウー」は成人男性につける敬称、「ドー」は女性につける敬称である。
1. ウー・ゾーウィン（ဦးဇော်ဝင်း; 委員長）
2. ウー・フラトー（ဦးလှတိုး; 第2委員長）
3. ウー・トゥンングウェー（ဦးထွန်းငွေ; 第3委員長）
4. ウー・ティンフラインウィン（ဦးတင်လှိုင်ဝင်း; 書紀）
5. ウー・チョーニェイン（ဦးကျော်ငြိမ်း; 共同書記1）
6. ウー・テインシュエー（ဦးသိန်းရွှေ; 共同書記2）
7. ウー・サンシュエー（ဦးဆန်းရွှေ; 共同スポークスパーソン）
8. ドー・ヌウェヌウェエー（ဒေါ်နွဲ့နွဲ့အေး; 会計1）
9. ドー・スースーカイン（ဒေါ်စုစုခိုင်; 会計2）
10. ドー・ミンテイン（ဒေါ်မြင့်သိန်း; 監査人1）
11. ウー・チョーソーモー（ဦးကျော်စိုးမိုး; メンバー）
12. ウー・アウンミョーテイン（ဦးအောင်မျိုးသိန်း、メンバー）
13. ウー・チートゥン（ဦးကြည်ထွန်း; メンバー）
14. ウー・マウントゥン（ဦးမောင်ထွန်း; メンバー）
15. ウー・フラシュエー（ဦးလှရွှေ; メンバー）
16. ウー・テットゥン（ဦးသက်ထွန်း; メンバー）

## 党の方針
党の方針は連邦の崩壊を防ぐこと、国で生まれた者の団結の崩壊を防ぐこと、主権の持続とလောကပါလတရားများを基礎としつつ基本的人権を尊重・遵守する連邦の国民・諸政党と連帯し、将来近代的に発展した民主主義国家を新たに実現するために最大限努力していくこと、テロリズムや過激主義イデオロギーの類に対抗していくこと、世界の国々を含めた近隣諸国と実直で中立的な党方針に基づき善意の友好を築く中で参加し援助を行うこと、全国で多方面にわたって発展するために遂行すること、ミャンマー社会における無益な思想・見識が根絶していくように教化することである。